# Margaríta Miniáti
Margaríta Matthíldi Alvána, dite Marguerite Albana Mignaty ou Margaríta Matthíldi Miniáti, en grec moderne : Μαργαρίτα Ματθίλδη Μηνιάτη, est une écrivaine grecque. 

## Biographie
Margaríta Matthíldi Alvána, née en 1821, à Corfou en Grèce, est la fille de Dimítrios Alvánas et de Ekateríni Palatianoú. Elle a quatre frères et sœurs : Leonídas, Frideríkos, Nína et Sáda. Elle est adoptée, dans son enfance, par sa tante et son époux, Frederick Adam,  major-général, Lord High Commissioner auprès de la république des Îles Ioniennes.
Après avoir reçu une éducation primaire dans son pays d'origine, elle suit sa famille d'accueil à Madras en Inde, où Frederick Adam est nommé gouverneur. Plus tard, à Rome, elle rencontre le peintre grec Georgios Miniatis (el), avec qui elle se marie, en 1844. Elle  fait plusieurs voyages en Europe, jusqu'en 1846 et s'installe avec son mari, à Florence. Elle y rejoint les milieux artistiques et intellectuels de la ville et elle intensifie son travail sur les lettres, obtenant l'admiration de nombreuses personnalités célèbres de cette époque. 
Dès 1857, elle travaille pour le journal londonien The Daily News. À partir de 1860, elle commence à travailler avec des journaux et magazines italiens. Elle publie, en 1866, une étude de l'œuvre de Dante, suivie en 1869, d'une étude, en anglais, sur les relations intellectuelles et artistiques de l'Italie avec l'Empire byzantin. À partir de 1870 elle vit une période idylique avec l'écrivain français Édouard Schuré.
Elle meurt, à Livourne, en 1887 et est enterrée à Florence.

## Source de la traduction
- (en) Cet article est partiellement ou en totalité issu de l’article de Wikipédia en anglais intitulé « Margarita Miniati » (voir la liste des auteurs).